# Nowe Marcinkowo
Nowe Marcinkowo (deutsch Neu Mertinsdorf, 1939 bis 1945 Neu Märtinsdorf) ist ein Ort in der polnischen Woiwodschaft Ermland-Masuren. Er gehört zur Gmina Biskupiec (Stadt-und-Land-Gemeinde Bischofsburg) im Powiat Olsztyński (Kreis Allenstein).

## Geographische Lage
Nowe Marcinkowo liegt südlich des Daddai-Sees (polnisch Jezioro Dadaj) im Westen der Woiwodschaft Ermland-Masuren, 28 Kilometer östlich der Kreis- und Woiwodschaftshauptstadt Olsztyn (deutsch Allenstein).

## Geschichte
Das einstige Neu Mertinsdorf wurde am 13. August 1688 als Ort in einem Besitzerverzeichnis erwähnt, 1817 als „königliches Bauerndorf“ mit 18 Feuerstellen bei 86 Einwohnern. Am 3. Dezember 1861 erbrachte eine Volkszählung 34 Wohngebäude bei 302 Einwohnern.
Die Landgemeinde Neu Mertinsdorf kam 1874 zum neu errichteten Amtsbezirk Bartelsdorf (polnisch Bartołty Wielkie) im ostpreußischen Kreis Allenstein, dem sie bis 1945 zugehörte. Am 1. Dezember 1910 waren in Neu Mertinsdorf 299 Einwohner registriert, im Jahre 1933 waren es noch 251.
Neu Mertinsdorf wurde – wohl am 24. Dezember 1939 – in „Neu Märtinsdorf“ umbenannt. Die Zahl der Einwohner belief sich in demselben Jahr auf 253.
In Kriegsfolge wurde das gesamte südliche Ostpreußen im Jahre 1945 an Polen abgetreten. Neu Märtinsdorf erhielt die polnische Namensform „Nowe Marcinkowo“ und ist heute eine Ortschaft im Verbund der Stadt-und-Land-Gemeinde Biskupiec (Bischofsburg) im Powiat Olsztyński (Kreis Allenstein), 1975 bis 1998 der Woiwodschaft Olsztyn, seither der Woiwodschaft Ermland-Masuren zugehörig. Im Jahre 2011 zählte Nowe Marcinkowo 200 Einwohner.

## Kirche
Bis 1945 war Neu Mertinsdorf (Neu Märtinsdorf) in die evangelische Kirche Bischofsburg (polnisch Biskupiec) in der Kirchenprovinz Ostpreußen der Kirche der Altpreußischen Union, außerdem in die römisch-katholische Kirche Groß Bartelsdorf (polnisch Bartołty Wielkie) eingepfarrt.
Nowe Marcinkowo gehört auch heute wieder zur römisch-katholischen Kirche Bartołty Wielkie (Groß Bartelsdorf), jetzt im Erzbistum Ermland gelegen. Die evangelischen Einwohner sind wieder Teil der Kirche in Biskupiec (Bischofsburg), nun innerhalb der Diözese Masuren der Evangelisch-Augsburgischen Kirche in Polen.

## Verkehr
Nowe Marcinkowo liegt südlich der polnischen Landesstraße 16 (ehemalige deutsche Reichsstraße 127), die derzeit als Schnellstraße S 16 ausgebaut wird. Die nächstgelegenen Anschlussstellen sind Biskupiec bzw. Kromerowo (Krämersdorf). Das Dorf selber ist über zwei Nebenstraßen erreichbar, die von Biskupiec (Bischofsburg) bzw. von Bartołty Wielkie (Groß Bartelsdorf) herführen. Eine Anbindung an den Bahnverkehr besteht nicht.